# Stazione di Zornasco
La stazione di Monte lepre della Società Subalpina Imprese Ferroviarie (SSIF) è una fermata ferroviaria della ferrovia Locarno-Domodossola ("Vigezzina").